# Philipp Schlosser
Philipp Schlosser (* 19. August 1968 in München) ist ein deutscher Großmeister im Schach.
Einen Namen hat sich Philipp Schlosser nicht nur als Spieler, sondern auch als Schachtrainer gemacht. So war er Landestrainer für die Bayerische Schachjugend und Landestrainer für den Kader der Verbände Baden und Württemberg. Auch für den Deutschen Schachbund, z. B. als Coach der Frauennationalmannschaft, sowie den französischen und kroatischen Schachverband war er in Einzel- und Mannschaftsmeisterschaften als Trainer tätig.
Schlosser war (bis 2003) der erste Leiter der Schachakademie des im Mai 1998 neu gegründeten Karpow-Schachzentrums (inzwischen Schach-Zentrum Baden-Baden).
Mit den weißen Figuren spielt er gerne die Englische Eröffnung, mit Schwarz antwortet er bevorzugt mit der Sizilianischen Verteidigung.

## Erfolge
Im Jahre 1986 wurde er hinter John Nunn geteilter Zweiter bei der 1. Offenen Deutschen Einzelmeisterschaft in Krefeld. 1989 verlieh ihm der Weltschachverband FIDE den Titel Internationaler Meister. 1990 erhielt er für eine Kombination in einer Partie gegen István Csom in Budapest den Schachoscar der deutschen Fachpresse und gewann mit der deutschen Nationalmannschaft den Mitropa-Cup in Leibnitz. Beim Mitropa-Cup 1991 in Brünn erreichte er mit der deutschen Mannschaft den dritten Platz und erhielt eine individuelle Goldmedaille für das beste Ergebnis aller Spieler am dritten Brett. Seit 1992 ist er Großmeister. 1993, beim Mitropa-Cup in Bad Wörishofen spielte er hinter Robert Hübner an Brett Zwei. Deutschland wurde Zweiter. 1995 belegte er bei der Deutschen Einzelmeisterschaft in Binz den fünften Platz, punktgleich mit dem Sieger Christopher Lutz. 2004 schaffte er einen geteilten ersten Platz beim Schachturnier Cappelle-la-Grande. 2006 gewann er die offene tschechische Schnellschachmeisterschaft in Pardubice.
Zu der Zeit, als er noch für den Schachklub Passau spielte, gab er an der Universität Passau ein Sommercamp unter dem Titel „Wieso können Rechner eigentlich Schach spielen?“.
In der deutschen Schachbundesliga wurde er 16 Mal Mannschaftsmeister: Mit Bayern München 1989, 1990, 1991, 1992, 1993 und 1995, mit der OSG Baden-Baden 2006, 2007, 2008, 2009, 2010, 2011, 2012, 2013, 2014 und 2015 sowie zweimal Blitzmannschaftsmeister: 2003 in St. Ingbert und 2007 in Rinteln. In der Bundesliga hat er außerdem für den SK Passau gespielt, in der Saison 2016/17 trat er für die SF Deizisau in der 2. Bundesliga, in der Saison 2017/18 in der 1. Bundesliga an. Seit 2018 spielt Schlosser in der Oberliga Baden für die dritte Mannschaft der OSG Baden-Baden. Er ist auch in der französischen (für den Club de Bischwiller, mit dem er 2015 französischer Mannschaftsmeister wurde), luxemburgischen (für Le Cavalier Differdange, mit dem er 2008 Mannschaftsmeister wurde) und belgischen (wo er mit den Schachfreunden Wirtzfeld 2009 belgischer Mannschaftsmeister wurde) Mannschaftsmeisterschaft aktiv. In Österreich spielte er in den 1990er-Jahren für Hypobank Kufstein, dann für den Innsbrucker SK und inzwischen für den SK Sparkasse Jenbach, den österreichischen Mannschaftsmeister 2010, 2011, 2013, 2015 und 2018.
Schlosser nahm siebenmal am European Club Cup teil und gewann diesen 1992 mit Bayern München.